# Barbara Cox Anthony
Barbara Cox Anthony Blair
(8 de diciembre de 1922 - 28 de mayo de 2007) fue una editora estadounidense, era la hija más joven de Margaretta Blair y James M. Cox, un gobernador demócrata de Ohio, editor de periódicos y locutor. Heredó junto a su hermana Anne Cox Chambers y hermano James M. Cox, Jr.,, a través de un fideicomiso, la propiedad y el control de la compañía de su padre, que ahora se llama Cox Enterprises. Tras la muerte de su hermano en 1974, las hermanas recibieron su parte de la empresa dividida en partes iguales.
Su patrimonio neto se estima en $ 12 mil millones, basado principalmente en su participación accionaria en las empresas de Cox que hizo de ella una de las mujeres más ricas de los Estados Unidos y la más acaudalada residente de Hawái.
Se desempeñó como directora de Cox Enterprises, una de las mayores compañías de medios diversificados en los Estados Unidos. Posee una de las mayores empresas de televisión de cable del país, que proporciona internet y teléfono, publica periódicos como el Atlanta Journal-Constitution y The Palm Beach Post, propietario y operador de televisión y estaciones de radio y es dueño de Manheim, una firma de subasta de automóviles. También posee participaciones en varias empresas de Internet, incluyendo AutoTrader.com, el mayor sitio de ventas compras de automóviles del mundo. Su hijo James Kennedy es presidente de Cox Enterprises.
En 2004, Cox Enterprises anunció una deuda de $ 7,9 mil millones financiado intento de privatización del 38% de la televisión por cable de comunicaciones de negocios Cox que aún no posee. Con aproximadamente 6,3 millones de suscriptores de cable Cox también ofrece servicio de alta velocidad a Internet a más de 2 millones de viviendas y servicios de telefonía a 1,1 millones de hogares.
Fue bien conocida en Hawái por su apoyo a causas filantrópicas, ayudando a fundar La Pietra: School for Girls Hawai y fue su presidente desde 1978 hasta su muerte en Honolulu en 2007, a los 84 años, tras una larga enfermedad. Ella también hizo contribuciones a la Facultad de Veterinaria de la Universidad Estatal de Colorado, dotando a dos sillas en la salud equina.[cita requerida]